# Farul La Marina

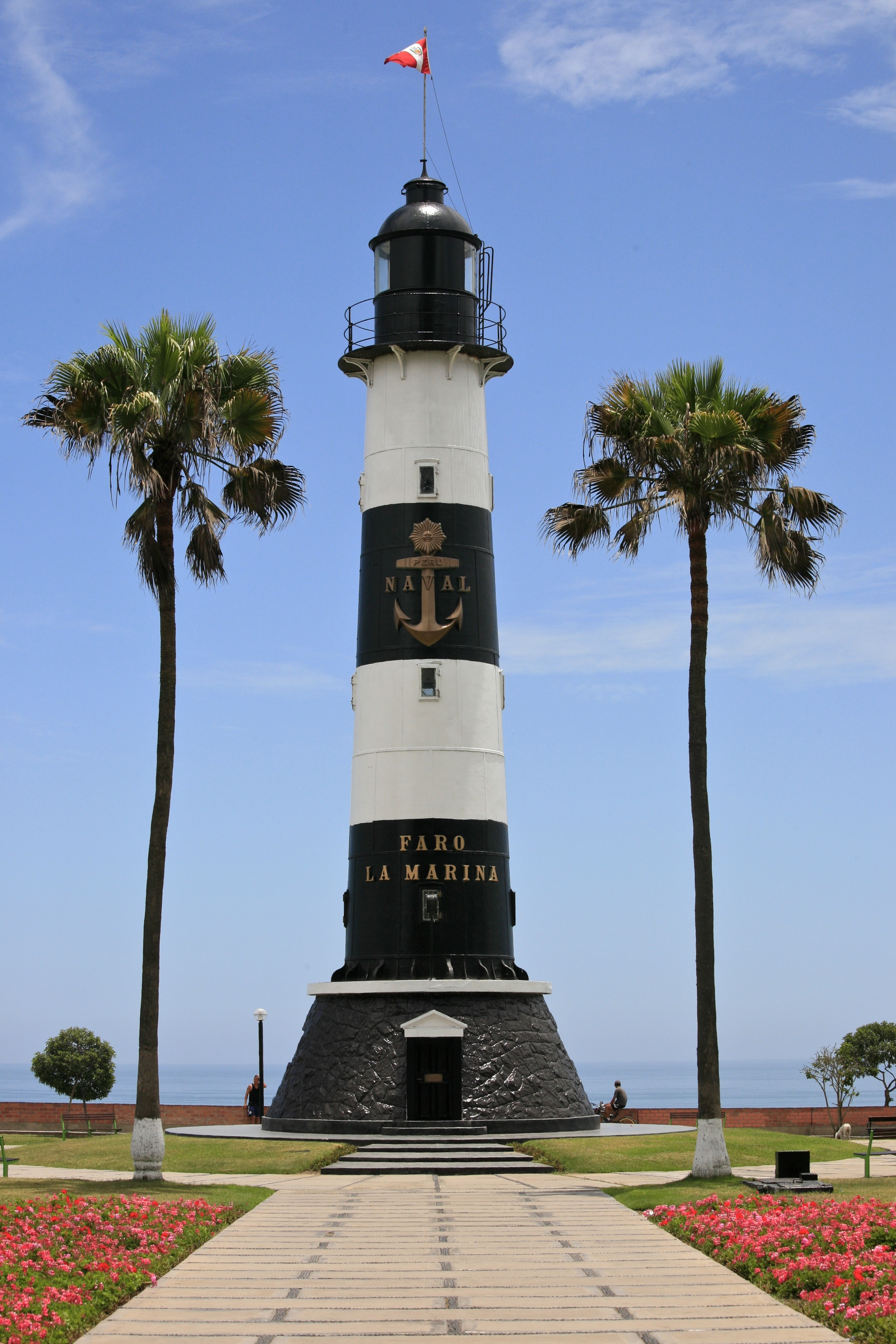
Farul La Marina

Farul La Marina (în spaniolă Faro la Marina) este un far activ, amplasat în parcul din districtul Miraflores, Lima, capitala Peru. Este unul dintre cele mai cunoscute și vizitate faruri din țară.

## Istorie
Farul a fost construit inițial în 1900 la Punta Coles, un promontoriu aflat lângă Ilo, dar în 1973 a fost demontat și reconstruit în Miraflores. Este situat în Parque el Faro, numit în mod corespunzător, unul dintre multele parcuri populare aflate deasupra stâncilor orașului și comemorează un secol de navigație peruană.
Este format dintr-un turn de fier de 22 de metri înălțime, cu o galerie și un felinar, pictat cu un albastru foarte închis, cu două benzi albe.
Cu o înălțime focală de 108 metri deasupra mării, lumina sa poate fi văzută pe o distanță de 18 km nautici și constă dintr-un model de trei licăriri de lumină albă, pentru o perioadă de cincisprezece secunde.